# Maceo Rigters
Maceo Rigters (* 22. Januar 1984 in Amsterdam) ist ein niederländischer ehemaliger Fußballspieler.

## Karriere
Rigters begann seine Profikarriere beim SC Heerenveen. Sein Debüt feierte er in der Saison 2003/04, kam aber nur in zwei Spielen zum Einsatz. In der Saison 2004/05 wechselte er zum FC Dordrecht. Dort erzielte der Stürmer 8 Treffer in 17 Spielen und wurde anschließend vom NAC Breda unter Vertrag genommen, wo er bis 2007 spielte.
Zur Saison 2007/08 wechselte er zu Blackburn Rovers. Dort kam er jedoch nur zu zwei Einsätzen in der Premier League und wurde 2008 zunächst für einen Monat an Norwich City und vor Beginn der anschließenden Spielzeit 2008/09 an den Zweitligisten FC Barnsley ausgeliehen. Auch für die gesamte Saison 2010/11 fand sich mit Willem II Tilburg ein weiterer Leihklub. 2011 verließ er Blackburn schließlich dauerhaft und wechselte in die australische Profiliga A-League zu Gold Coast United. Von 2014 bis 2018 war er beim Amateurverein ZSGO-WMS aktiv.
2007 wurde Rigters in die Jong Oranje berufen, dem U21-Team der Niederlande. Mit der Mannschaft gewann er im selben Jahr die U-21-Fußball-Europameisterschaft 2007, bei der er mit 4 Treffern in 5 Spielen als Torschützenkönig des Turniers ausgezeichnet und zweimal zum Mann des Spiels gewählt wurde.